# Літківське кредитове товариство
Літківське Кредитове Товариство — українська кооперативна організація, заснована 1907 року в містечку Літки Остерського повіту Чернігівської губернії Трохимом Королем.

## Історія

### Початок

Трохим Король

У 1907 році за ініціативою Трохима Короля, підтриманою місцевим священиком о. Яковом (Олександровським), відбулися збори громади Літок, на яких літківцям було запропоновано створити кредитове товариство. Члени товариства мали внести гроші готівкою у його касу (розмір внеску не обмежувався). Зібраний таким чином початковий капітал планувалося використати для відкриття ряду підприємств (тобто створення робочих місць).
Збори відбувалися на Базарній площі, біля Покровської церкви, дзвін якої не раз скликав літківців на них.
Спершу громада поставилася до ініціативи скептично і насторожено. Членами товариства стали тільки декілька десятків осіб. На другій сходці приєдналися вже понад 300 чоловік, 10 сімей задля цього поставили своє майно під заставу.

### Комерційні проекти

#### «Лозоплет»
Першим комерційним проектом Кредитового товариства стало товариство «Лозоплет», спеціалізоване на виробництві плетених із лози меблів. Для навчання місцевих майстрів було запрошено вчителів із Вишгорода, що обійшлося Кредитовому товариству у значні кошти. На острові Любичів «Лозоплет» почав висаджувати спеціальні види білої та червоної лози, необхідні для виробництва.
Незабаром «Лозоплет» почав щотижня відправляти до Києва валку возів із готовою продукцією, яка мала шалений попит. Проект окупився за півроку і почав давати прибуток, який Кредитове Товариство спрямувало на відкриття нових підприємств. Працівники «Лозоплета» мали високу заробітну плату.
Літківці повірили Королю остаточно. Почався масовий вступ до Кредитового Товариства. У 1908 році його членами були вже більше третини мешканців містечка (понад 1000 осіб).

#### Чинбарні та Шевський цех

Шевський цех

Традиційно літківці тримали багато худоби і займалися шевством, тому Трохим Король запропонував Товариству створити чинбарню, котра б виготовляла високоякісні шкіри, і налагодити виробництво взуття.
Протягом 1908—1910 років створено три чинбарні, одна з яких була справжнім заводом площею у декілька гектарів. Керував ним Кузьменко (його син пізніше став зятем Трохима Короля). В процесі вичинки шкіри застосовувалася чеська технологія, впровадженням якої займалися досвідчені найняті фахівці, в обов'язок яких входила підготовка місцевих спеціалістів.
Для пошиття взуття Кредитове Товариство створило спеціальний Шевський цех.

#### Інші
- Налагоджено висів олійних культур, пристосованих до земель, малопридатних для землеробства (рижій, ріпак тощо). За три роки сировини вже вистачало для роботи трьох олійниць.

### Візит імператора

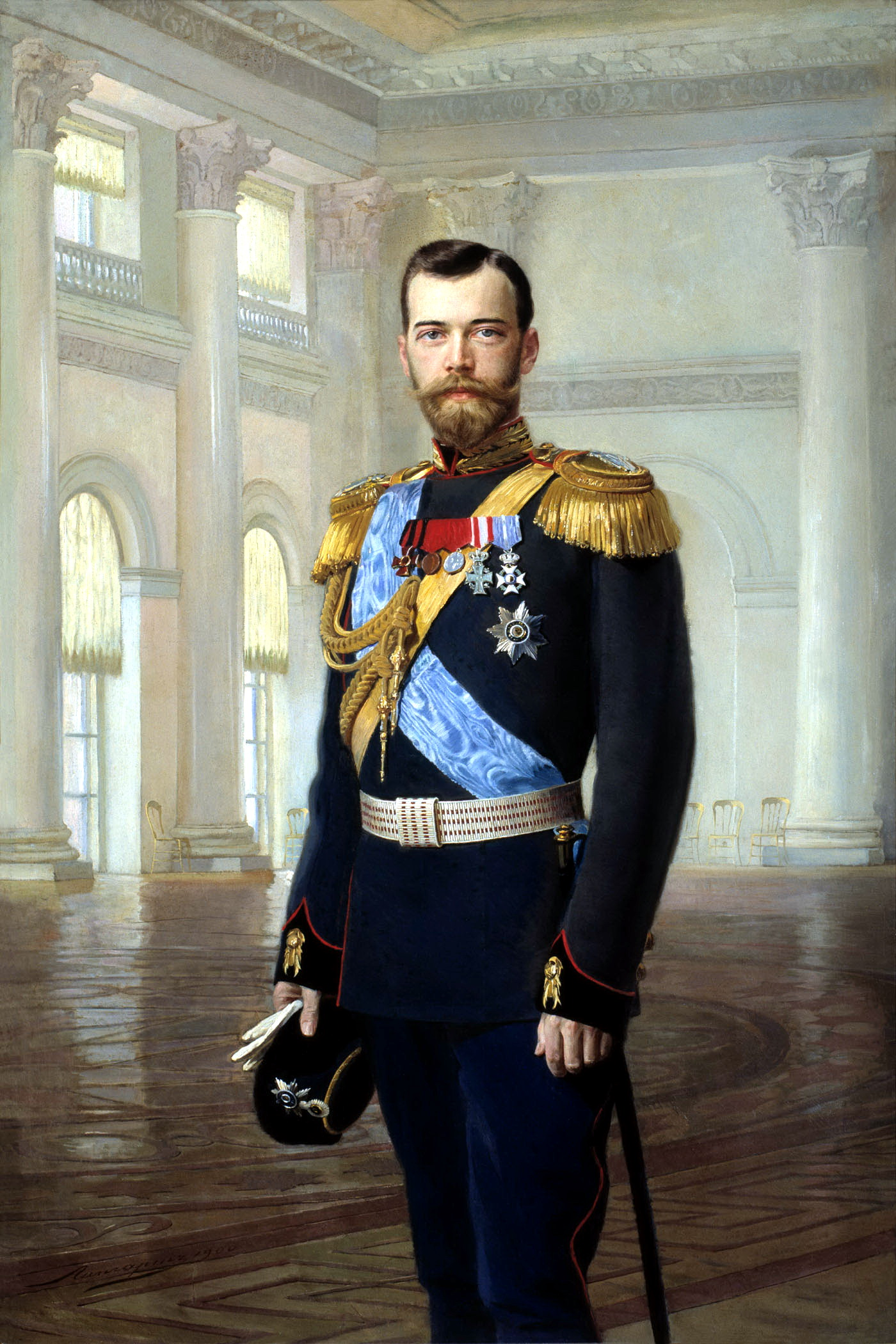
Імператор Микола ІІ

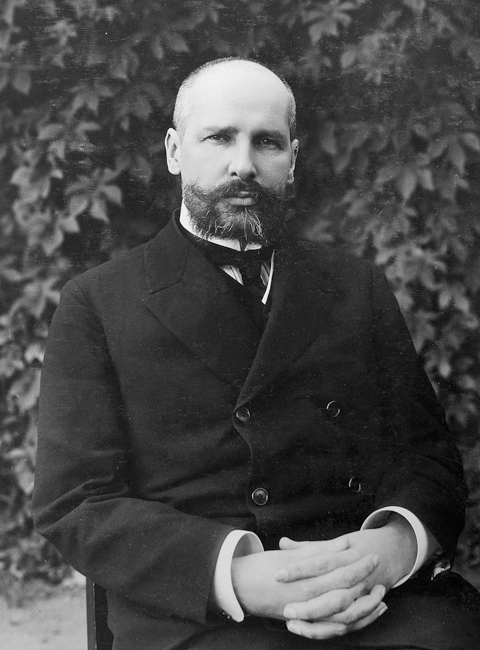
Столипін

Економічні успіхи Літківського кредитового товариства отримали значний розголос по всій Російській імперії.
Вранці 9 вересня 1911 року до літківської пристані причалив пароплав, на якому до Києва на урочистості з нагоди відкриття пам'ятника Олександру II прямував Микола ІІ зі своїм двором (зокрема, імператрицею Олександрою Федорівною, прем'єр-міністром Столипіним та графом Вітте). Зустрічаючи імператора, церковний хор виконав «Боже, царя храни». Староста села на рушнику, вишитому словами гімну, підніс Миколі ІІ коровай. Потім царю подарували чоботи, зроблені шевцем Кузьменком. На знак вдячності імператор нагородив Шевський цех золотим годинником.

## Товариство іЛітківське братство
Кредитове Товариство сприймалося літківцями, як продовжувач традицій Літківського братства. Зокрема, було відновлено деякі братські ритуали.